# Afaese Manoa
Afaese Manoa (1942-) é um escritor e músico tuvaluano compositor de Tuvalu mo te Atua, canção instaurada como hino nacional de Tuvalu.
Manoa é o escritor mais conhecido de uma língua na qual existe pouquíssima literatura.
Assim como outros escritores oriundos da Oceania, como Joanne Gobure, de Nauru, seus escritos estão eivados de um forte sentimento religioso.